# 雷米斯图斯
雷米斯图斯（Remistus，？— 456年9月17日），西哥特人，罗马将领。

## 生平
455年，罗马西部皇帝马克西穆斯被杀后，高卢罗马贵族阿维图斯被高卢罗马人和西哥特人推举为皇帝。雷米斯图斯很快被阿维图斯任命为西部全军统帅，并且获得了勋贵头衔。
但是阿维图斯的统治缺乏基础，而且也没有得到东部的承认，因此在意大利遭到了元老院的反对，阿维图斯想要回到高卢寻求支援，雷米斯图斯被留下来控制意大利。很快雷米斯图斯与意大利主帅里西默爆发冲突，战败被杀。
阿维图斯随后任命了米塞亚努斯为新的全军统帅，但是依旧未能控制局势。456年10月16日，阿维图斯被迫退位。